# Manolo Morán
Manolo Morán (Madrid, 30 dicembre 1905 – Sant Joan d'Alacant, 27 aprile 1967) è stato un attore spagnolo.

## Filmografia

### Cinema
- Carmen fra i rossi, regia di Edgar Neville (1939)
- El huésped del sevillano, regia di Enrique del Campo (1940)
- La malquerida, regia di José López Rubio (1940)
- El crucero Baleares, regia di Enrique del Campo (1941)
- Capitan sparviero (Escuadrilla), regia di Antonio Román (1941)
- Verbena, regia di Edgar Neville - cortometraggio (1941)
- Rosa de África, regia di José López Rubio - cortometraggio (1941)
- Angeli sulla terra (Sarasate), regia di Richard Busch (1941)
- Torbellino, regia di Luis Marquina (1941)
- Boda en el infierno, regia di Antonio Román (1942)
- Goyescas, regia di Benito Perojo (1942)
- La famosa Luz María, regia di Fernando Mignoni (1942)
- Intriga, regia di Antonio Román (1942)
- Castillo de naipes, regia di Jerónimo Mihura (1943)
- El abanderado, regia di Eusebio Fernández Ardavín (1943)
- Villa da vendere (Se vende un palacio), regia di Ladislao Vajda (1943)
- Lecciones de buen amor, regia di Rafael Gil (1944)
- Yo no me caso, regia di Juan de Orduña (1944)
- Paraíso sin Eva, regia di Sabino Antonio Micón (1944)
- El testamento del virrey, regia di Ladislao Vajda (1944)
- El destino se disculpa, regia di José Luis Sáenz de Heredia (1945)
- El camino de Babel, regia di Jerónimo Mihura (1945)
- Noche decisiva, regia di Julio de Fleischner (1945)
- Los últimos de Filipinas, regia di Antonio Román (1945)
- La mantilla de Beatriz, regia di Eduardo García Maroto (1946)
- El emigrado, regia di Ramón Torrado (1946)
- Por el gran premio, regia di Pierre Caron (1947)
- Barrio, regia di Ladislao Vajda (1947)
- Don Chisciotte della Mancia (Don Quijote de la Mancha), regia di Rafael Gil (1947)
- Extraño amanecer, regia di Enrique Gómez (1948)
- La calle sin sol, regia di Rafael Gil (1948)
- Brindis a Manolete, regia di Florián Rey (1948)
- ¡Olé torero!, regia di Benito Perojo (1949)
- El hombre de mundo, regia di Manuel Tamayo (1949)
- ¡Fuego!, regia di Arthur Duarte e Alfredo Echegaray (1949)
- Romanzo d'una donna perduta (Una mujer cualquiera), regia di Rafael Gil (1949)
- Aventuras de Juan Lucas, regia di Rafael Gil (1949)
- A punta de látigo, regia di Alejandro Perla (1949)
- El duende y el rey, regia di Alejandro Perla (1950)
- Don Juan: La spada di Siviglia (Don Juan), regia di José Luis Sáenz de Heredia (1950)
- Siamo tutti peccatori (Balarrasa), regia di José Antonio Nieves Conde (1951)
- Me quiero casar contigo, regia di Jerónimo Mihura (1951)
- Il richiamo delle campane (Cielo negro), regia di Manuel Mur Oti (1951)
- Historia de dos aldeas, regia di Antonio del Amo (1951)
- Settima pagina (Séptima página), regia di Ladislao Vajda (1951)
- El capitán Veneno, regia di Luis Marquina (1951)
- Ronda española, regia di Ladislao Vajda (1951)
- De Madrid al cielo, regia di Rafael Gil (1952)
- Persecución en Madrid, regia di Enrique Gómez (1952)
- Estrella de Sierra Morena, regia di Ramón Torrado (1952)
- Amaya, regia di Luis Marquina (1952)
- Doña Francisquita, regia di Ladislao Vajda (1952)
- Hermano menor, regia di Domingo Viladomat (1953)
- Benvenuto, Mister Marshall! (Bienvenido Mister Marshall), regia di Luis García Berlanga (1953)
- El diablo toca la flauta, regia di José María Forqué (1953)
- Aeropuerto, regia di Luis Lucia (1953)
- Así es Madrid, regia di Luis Marquina (1953)
- Intriga en el escenario, regia di Feliciano Catalán (1953)
- Nuits andalouses, regia di Maurice Cloche (1954)
- Como la tierra, regia di Alfredo Hurtado (1954)
- Once pares de botas, regia di Francisco Rovira Beleta (1954)
- La ciudad de los sueños, regia di Enrique Gómez (1954)
- Tres eran tres, regia di Eduardo García Maroto (1954)
- Terroristi a Madrid, regia di Margarita Alexandre e Rafael María Torrecilla (1955)
- Congreso en Sevilla, regia di Antonio Román (1955)
- Good Bye, Sevilla, regia di Ignacio F. Iquino (1955)
- Recluta con niño, regia di Pedro L. Ramírez (1956)
- Plaza de toros (Tarde de toros), regia di Ladislao Vajda (1956)
- La gran mentira, regia di Rafael Gil (1956)
- ¡Aquí hay petróleo!, regia di Rafael J. Salvia (1956)
- Manolo guardia urbano, regia di Rafael J. Salvia (1956)
- Le Chanteur de Mexico, regia di Richard Pottier (1956)
- Un abrigo a cuadros, regia di Alfredo Hurtado (1957)
- Una cruz en el infierno, regia di José María Elorrieta (1957)
- Los ángeles del volante, regia di Ignacio F. Iquino (1957)
- El bandido generoso, regia di José María Elorrieta (1957)
- Las últimas banderas, regia di Luis Marquina (1957)
- Historias de la feria, regia di Francisco Rovira Beleta (1958)
- Amore a prima vista, regia di Franco Rossi (1958)
- ¡Viva lo imposible!, regia di Rafael Gil (1958)
- El puente de la paz, regia di Rafael J. Salvia (1958)
- Camarote de lujo, regia di Rafael Gil (1959)
- La casa de la Troya, regia di Rafael Gil (1959)
- La vida alrededor, regia di Fernando Fernán Gómez (1959)
- El Litri y su sombra, regia di Rafael Gil (1960)
- Amor bajo cero, regia di Ricardo Blasco (1960)
- Labios rojos, regia di Jesús Franco (1960)
- La moglie di mio marito, regia di Antonio Román (1961)
- Patricia mía, regia di Enrique Carreras (1961)
- Don José, Pepe y Pepito, regia di Clemente Pamplona (1961)
- Alerta en el cielo, regia di Luis César Amadori (1961)
- Cariño mío, regia di Rafael Gil (1961)
- Vamos a contar mentiras, regia di Antonio Isasi-Isasmendi (1962)
- Las travesuras de Morucha, regia di Ignacio F. Iquino (1962)
- La grande arena (Chantaje a un torero), regia di Rafael Gil (1963)
- La pandilla de los once, regia di Pedro Lazaga (1963)
- Una chica casi formal, regia di Ladislao Vajda (1963)
- Como dos gotas de agua, regia di Luis César Amadori (1964)
- Mentre Adamo dorme (The Pleasure Seekers), regia di Jean Negulesco (1964)
- Destino: Barajas, regia di Ricardo Blasco (1965)
- Currito de la Cruz, regia di Rafael Gil (1965)
- Operación Dalila, regia di Luis de los Arcos (1967)